# Dan Flavin

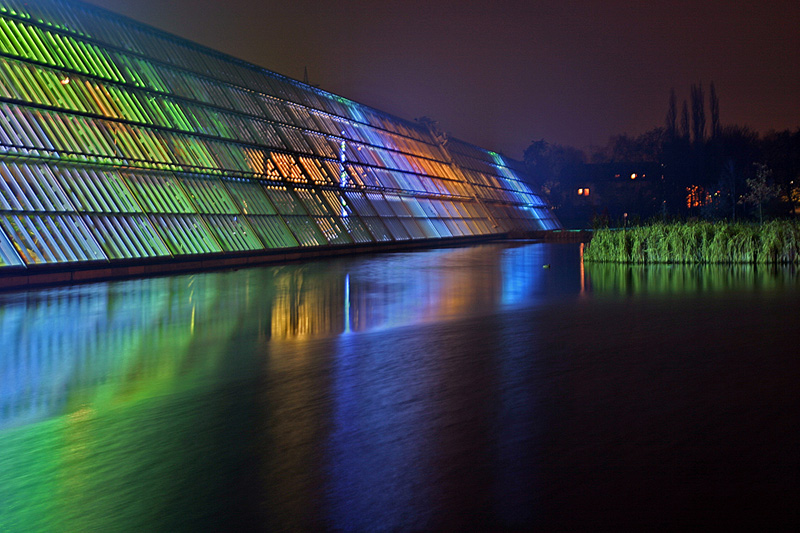
Lichtinstallation Dan Flavins im Wissenschaftspark Gelsenkirchen (Gelsenkirchen-Ückendorf)

Dan Flavin (eigentlich Daniel Nicholas Flavin; * 1. April 1933 in Jamaica, Queens, New York City; † 29. November 1996 in Riverhead, New York, USA) war ein US-amerikanischer Künstler des Minimalismus, der insbesondere auf Grund seiner Lichtinstallationen weltweiten Ruhm erlangte.

## Leben
Flavin besuchte von 1947 bis 1952 das „Cathedral College of the Immaculate Conception“ und das „Priesterseminar“ in Brooklyn, New York City. Nach seinem dortigen High-School-Abschluss begann Flavin 1953 eine Ausbildung zum Flugwetter-Meteorologen; in diesem Bereich arbeitete er für die US Air Force im Hauptquartier der Fifth Force in Osan-Ni, Korea. Von 1954 bis 1955 nahm er am „University of Maryland Adult Extension Program“ in Korea teil.
Schon als Kind künstlerisch begabt, studierte Flavin 1956 Kunst und Kunstgeschichte an der New School for Social Research sowie von 1957 bis 1959 an der Columbia University in New York und belegte Kurse an der „Hans Hoffman School of Fine Arts“. Anschließend arbeitete er für kurze Zeit an verschiedenen New Yorker Museen.
1961 präsentierte Flavin erstmals Installationen, die das elektrische Licht einbezogen. Er spezialisierte sich auf die Arbeit mit Leuchtstoffröhren und zeigte ab 1963 ausschließlich Lichtkunst, oft in thematischen Serien, die unter dem Aspekt der Raumwahrnehmung standen und in vielen Fällen bestimmten Personen gewidmet waren.
Die Besonderheit der Flavinschen Kunst ließ den Betrachter selbst zur Kunst werden, indem das Licht Farbe seiner Haut und seiner Kleidung veränderte. 1963 hatte er seinen Durchbruch dank der Diagonalen vom 25. Mai. 1964 präsentierte er seine Leuchtstoffröhren erstmals in einer Ausstellung und begann seine Arbeit an Monument to V. Tatlin, einer mehrteiligen Serie aus weißen Röhren. Im gleichen Jahr wurde sein Sohn Stephen geboren, nachdem er 1961 Sonja Severdija geheiratet hatte.
In den folgenden Jahren entwickelte Flavin seinen Stil weiter und nahm an zahlreichen Ausstellungen teil, wie etwa an der 4. documenta 1968 und an der documenta 6, 1977 in Kassel.
Er erhielt die Skowhegan Medaille für Skulptur und konnte 1983 eine permanente Installation in Bridgehampton anbringen.
Im privaten Leben erkrankte er nach seiner Trennung von seiner ersten Frau (1979) an Diabetes und heiratete 1992 die amerikanische Künstlerin Tracy Harris. Flavin starb 1996 in Riverhead, New York. Drei seiner Kunstwerke, darunter untitled (for Janet Chamberlain), wurden erst nach seinem Tod ausgeführt.

## Werke (Auswahl)
- Monument on Mrs. Reppien’s Survival, Leuchtstoffröhren, 11 × 301 cm; 1966.
- untitled (for Janet Chamberlain). Bei diesem Werk wurde Dan Flavin bereits 1995 in die Planung eines Erweiterungsbaus des Hypo-Turms in München, des sogenannten Hypo Hauses Ost, eingebunden. Das Werk wurde dann 1998 posthum umgesetzt. An der Unterseite einer Treppe sind bunte Leuchtstoffröhren angebracht, wobei jeder Etage eine eigene Farbe zugeordnet ist.

## Öffentliche Sammlungen
- Hamburger Bahnhof, Berlin
- Hallen für Neue Kunst, Schaffhausen
- Stedelijk Museum, Amsterdam
- Museum Kröller-Müller, Otterlo
- DASMAXIMUM KunstGegenwart, Traunreut im Chiemgau

## Ausstellungen (Auswahl)
- 1999/2000: Die Architektur des Lichts, Deutsche Guggenheim Berlin
- 2006/07: Pinakothek der Moderne – Retrospektive
- 2012/13: Dan Flavin. Lights, Museum Moderner Kunst Stiftung Ludwig Wien, 13. Oktober 2012 bis 3. Februar 2013 | Kunstmuseum St. Gallen, 16. März bis 18. August 2013[3]
- 2013/13: Dan Flavin.Zeichnen, Kunsthalle Bielefeld[4]
- 2013/14: Artist Rooms: Dan Flavin - London., Tate Gallery of Modern Art, London, 1. April 2013 bis 27. April 2014[5]
- 2014 (und 1994): Dan Flavin. Untitled (For Ksenija)., Städtische Galerie im Lenbachhaus, München[6]
- 2024: Dan Flavin. Widmungen aus Licht, Kunstmuseum Basel[7]